# Хаві Галан
Хаві Галан (ісп. Javi Galán, нар. 19 листопада 1994, Бадахос) — іспанський футболіст, захисник клубу «Атлетіко».
Виступав також за клуби «Сельта Віго» та «Атлетіко».

## Ігрова кар'єра
У дорослому футболі дебютував 2013 року виступами за команду «Бадахос», у якій провів два сезони, взявши участь у 62 матчах чемпіонату. 
Згодом з 2015 по 2021 рік грав у складі команд «Кордова Б», «Кордова» та «Уеска».
Своєю грою за останню команду привернув увагу представників тренерського штабу клубу «Сельта Віго», до складу якого приєднався 2021 року. Відіграв за клуб з Віго наступні два сезони своєї ігрової кар'єри. Більшість часу, проведеного у складі «Сельти», був основним гравцем захисту команди.
У 2023 році уклав контракт з клубом «Атлетіко», у складі якого провів наступний рік своєї кар'єри гравця. 
Протягом 2024 року захищав на правах оренди кольори клубу «Реал Сосьєдад», після чого повернувся до «Атлетіко».